# Кам (коммуна)
Кам (фр. Came) — коммуна во Франции, находится в регионе Новая Аквитания. Департамент — Атлантические Пиренеи. Входит в состав кантона Пеи-де-Бидаш, Амикюз и Остибар. Округ коммуны — Байонна.
Код INSEE коммуны — 64161.

## География

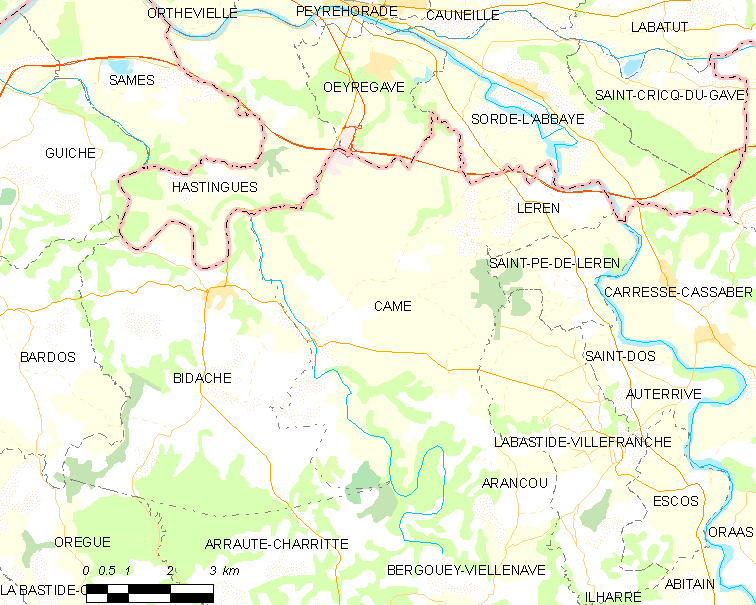
Карта коммуны

Коммуна расположена приблизительно в 660 км к юго-западу от Парижа, в 160 км южнее Бордо, в 65 км к западу от По.
По территории коммуны протекает река Бидуз.

## Климат
Климат тёплый океанический. Зима мягкая, средняя температура января — от +5°С до +13°С, температуры ниже −10 °C бывают редко. Снег выпадает около 15 дней в году с ноября по апрель. Максимальная температура летом порядка 20-30 °C, выше 35 °C бывает очень редко. Количество осадков высокое, порядка 1100 мм в год. Характерна безветренная погода, сильные ветры очень редки.

## Население
Население коммуны на 2010 год составляло 847 человек.
| 1962 | 1968 | 1975 | 1982 | 1990 | 1999 | 2010 |
| ---- | ---- | ---- | ---- | ---- | ---- | ---- |
| 870  | 766  | 728  | 738  | 705  | 681  | 847  |

## Администрация
| Период | Период | Фамилия        | Партия | Примечания |
| ------ | ------ | -------------- | ------ | ---------- |
| 1988   | 1995   | Роже Жеста     |        |            |
| 1995   | 2014   | Робер Малу     |        |            |
| 2014   | 2020   | Бернар Монтеро |        |            |

## Экономика
В 2010 году среди 496 человек трудоспособного возраста (15-64 лет) 348 были экономически активными, 148 — неактивными (показатель активности — 70,2 %, в 1999 году было 71,7 %). Из 348 активных жителей работали 330 человек (178 мужчин и 152 женщины), безработных было 18 (6 мужчин и 12 женщин). Среди 148 неактивных 47 человек были учениками или студентами, 64 — пенсионерами, 37 были неактивными по другим причинам.

## Фотогалерея

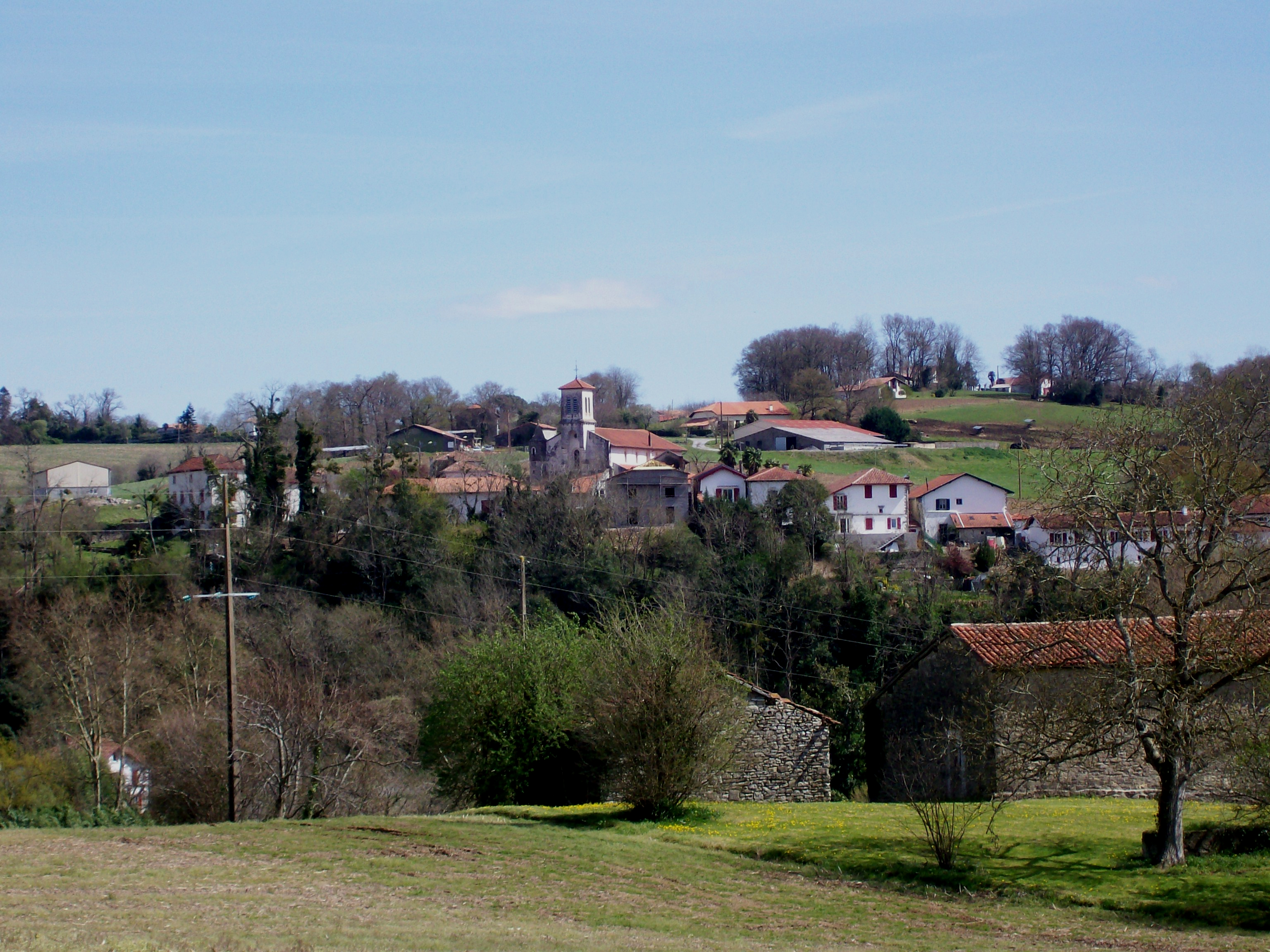
Кам
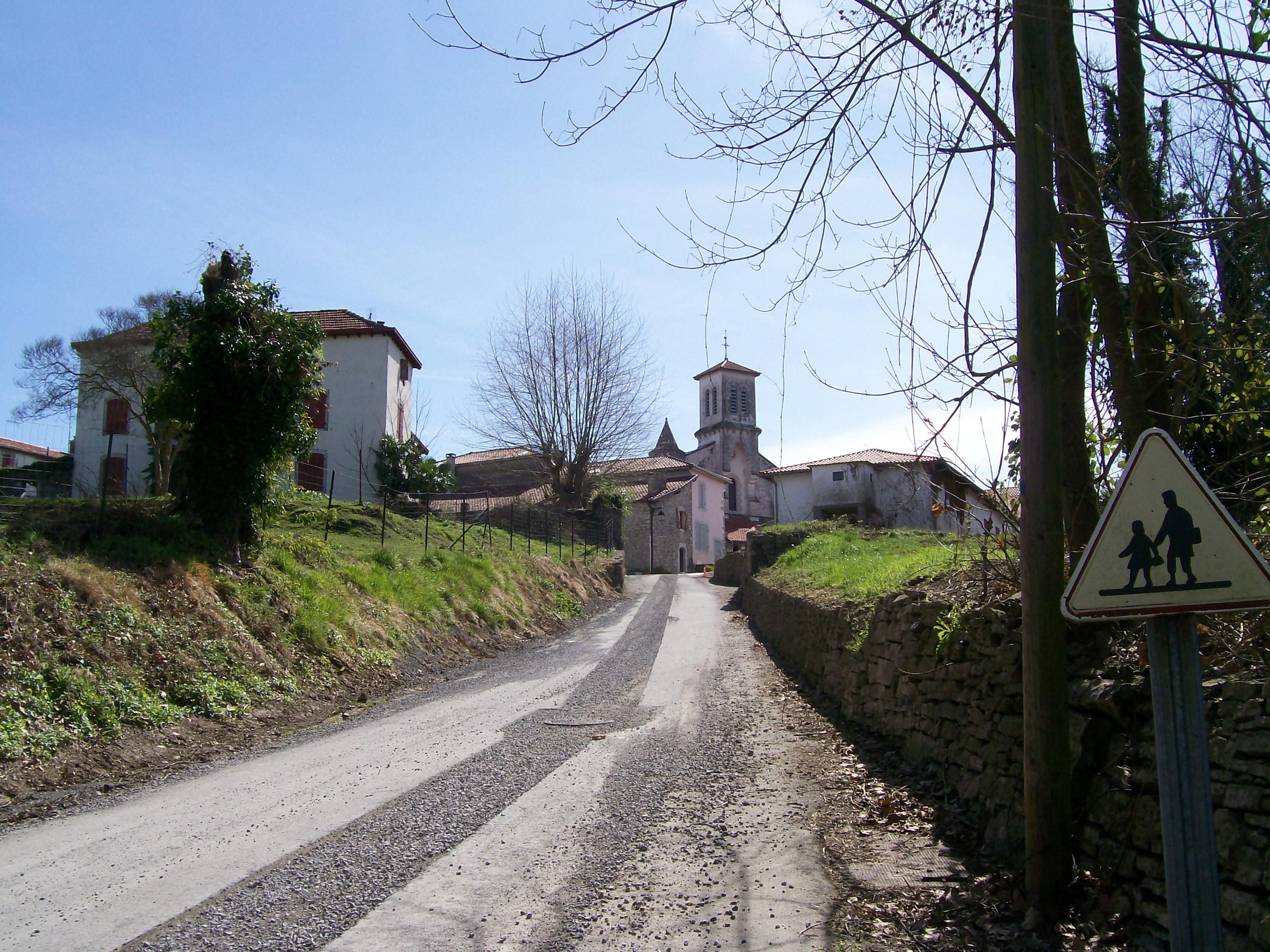
Кам
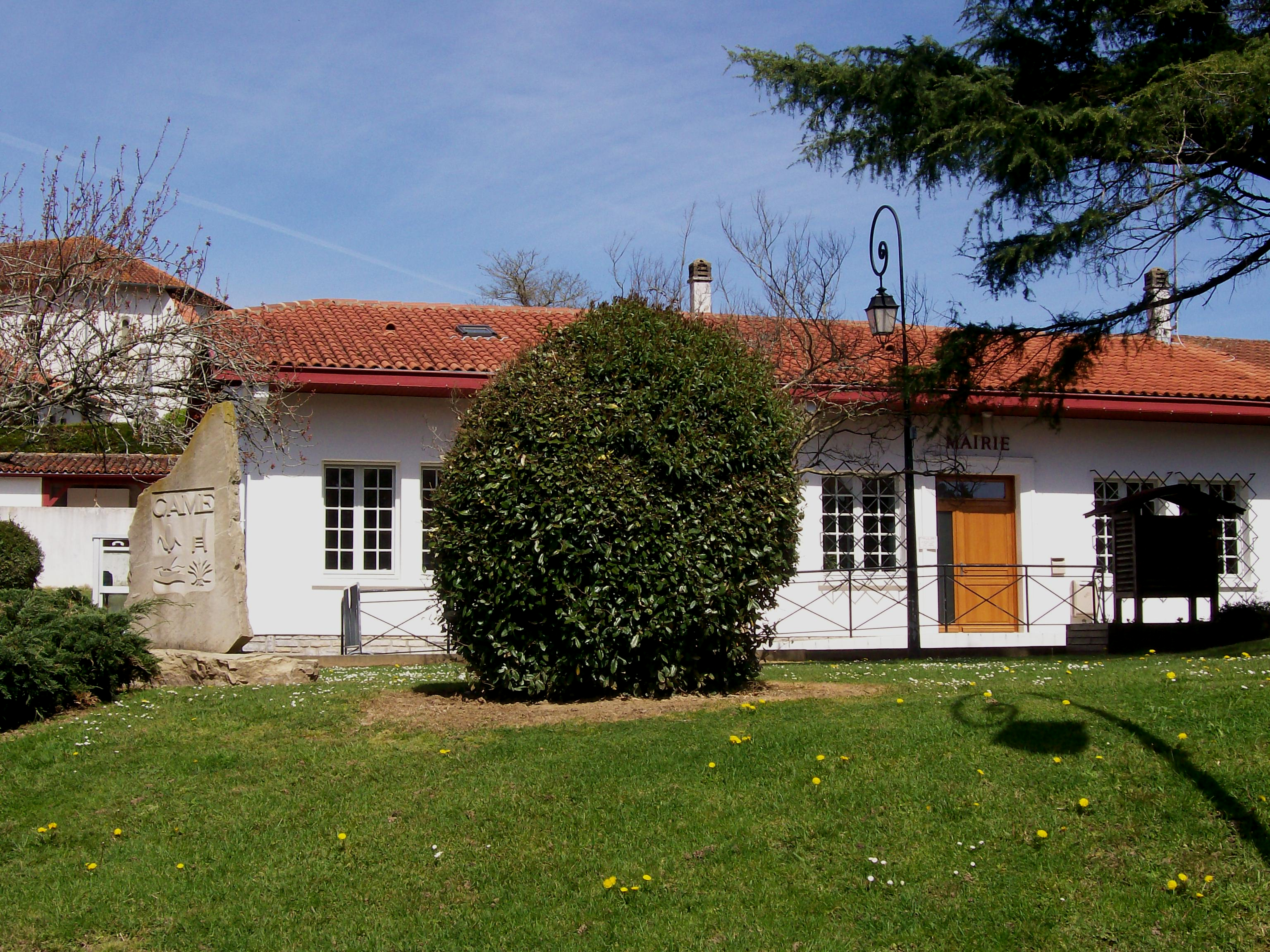
Мэрия
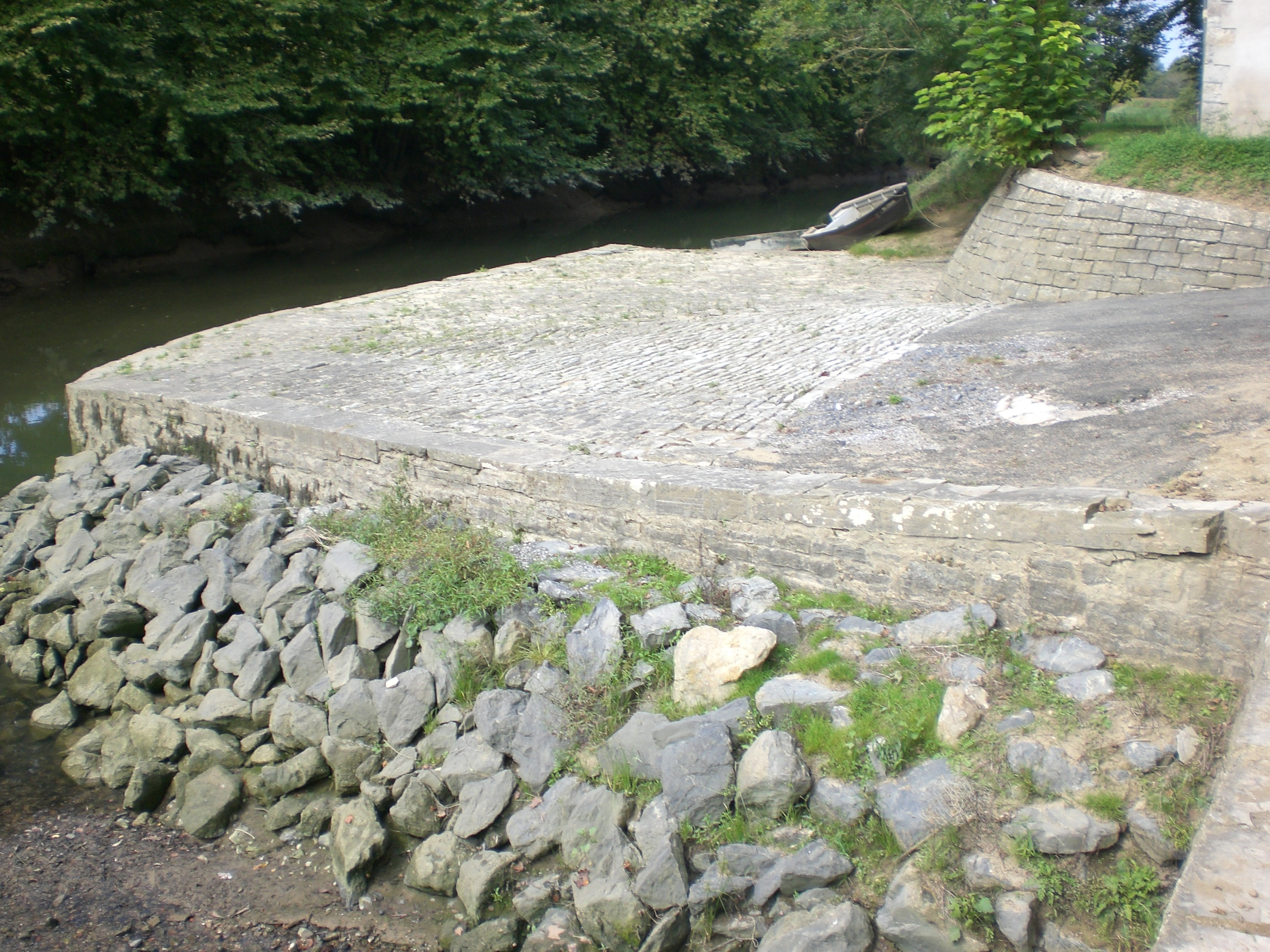
Пристань на реке Бидуз